# Arturo Torres Carrasco
Pour les articles homonymes, voir Torres et Carrasco.
Arturo Torres Carrasco (né le 20 octobre 1906 à Coronel et mort le 20 avril 1987 à Santiago) est un footballeur et entraîneur chilien, qui joue au poste de milieu de terrain.

## Biographie
Durant sa carrière de club, il joue dans le championnat chilien tout d'abord à l'Unión Maestranza. Il signe ensuite à The Comercial de Talcahuano, puis à l'Everton. Il est ensuite transféré à Colo Colo, Deportivo Ñuñoa et à l'Audax Italiano avant de partir pour le Club Deportivo Magallanes et puis enfin retourner à Colo Colo.
Surnommé car’ecacho ou encore doctor en fútbol, il évolue aussi avec l'équipe du Chili pour la coupe du monde 1930 qui se joue en Uruguay et pour la Copa América 1935 au Pérou. 

## Carrière
| Club                        | Pays  | Année     |
| --------------------------- | ----- | --------- |
| Unión Maestranza de Lirquén | Chili |           |
| The Comercial de Talcahuano | Chili |           |
| Everton                     | Chili | 1928      |
| Colo-Colo                   | Chili | 1929-1932 |
| Deportivo Ñuñoa             | Chili | 1932      |
| Audax Italiano              | Chili | 1932      |
| Magallanes                  | Chili | 1932-1935 |
| Colo-Colo                   | Chili | 1936-1937 |

## Palmarès

### Comme joueur

#### Championnats nationaux
| Titre            | Club       | Pays  | Année |
| ---------------- | ---------- | ----- | ----- |
| Primera División | Magallanes | Chili | 1933  |
| Primera División | Magallanes | Chili | 1934  |
| Primera División | Magallanes | Chili | 1935  |
| Primera División | Colo-Colo  | Chili | 1937  |

### Comme entraîneur

#### Championnats nationaux
| Titre            | Club       | Pays  | Année |
| ---------------- | ---------- | ----- | ----- |
| Primera División | Magallanes | Chili | 1933  |
| Primera División | Magallanes | Chili | 1934  |
| Primera División | Magallanes | Chili | 1935  |
| Primera División | Colo-Colo  | Chili | 1937  |
| Primera División | Colo-Colo  | Chili | 1944  |